# ألبرتو بارتون
ألبرتو بارتون (بالإسبانية: Alberto Barton)‏ هو طبيب وعالم أحياء دقيقة بيروفي، ولد في 18 يوليو 1870 في ليما في بيرو، وتوفي بنفس المكان في 25 أكتوبر 1950.